# Улица Иве Лоле Рибара (Врање)
| Иве Лоле Рибара                 | Иве Лоле Рибара             |
| ------------------------------- | --------------------------- |
|                                 |                             |
| Почетак                         | Карађорђева                 |
| Крај                            | Партизанска                 |
| Дужина                          | 130м m                      |
| Ширина                          | 15м m                       |
| Створена                        | после 1928.                 |
| Названа                         | Иве Лоле Рибара после 1950. |
| Стари називи                    | Јанчина, Лоле Рибара        |
|                                 |                             |
|                                 |                             |
| Поглед на улицу Иве Лоле Рибара |                             |

Улица Иве Лоле Рибара једна је од старијих градских улица у Врању. Налази се у строгом центру града. 

## Име улице
Ова улица је више пута током историје мењала име. Прво званично име ' Јанчина ' добила је 1928. године,да би између 1947. и 1950. године била преименована у 'Лоле Рибара '. Њено данашње име је 'Иве Лоле Рибара'.

## Улицом Иве Лоле Рибара
У њој се данас налази  Установа – Јавна библиотека „Бора Станковић“.

## Суседне улице
Дана 29. новембра, Краља Стефана Првовенчаног, Бранкова улица